# Estudio de la sensibilidad dérmica- OCDE406
El estudio de la sensibilidad dérmica es un ensayo de toxicidad aguda vía cutánea empleado con el objetivo de determinar la sensibilización alérgica de sustancias. Consiste en la exposición de los animales a la sustancia de prueba por inyección intradérmica y/o aplicación tópica dérmica. Después de un periodo de descanso de 10 a 14 días, se expone a los animales a una dosis desafío. Finalmente se comparan los resultados con los animales control con el fin de evaluar la alergenicidad.

## Introducción
El principio general de este estudio de toxicidad consiste en exponer inicialmente a las cobayas la sustancia de prueba por inyección intradérmica y/o aplicación epidérmica.
La capacidad de un compuesto químico de inducir sensibilización se evalúa mediante métodos recogidos en la legislación, con el objeto de limitar y controlar el uso de productos sensibilizantes que pueden llegar al consumidor.
Los ensayos de sensibilización se han realizado en animales siendo el método de maximización realizado en cobayas el más utilizado. Dicho método fue descrito por Magnusson y Kligman en 1969. Se rasura la piel del cobaya y se realiza una inyección intradérmica del producto en estudio junto con un adyuvante para potenciar el efecto sensibilizante. Una semana después, se aplica el producto tópicamente y se mantiene durante 48 horas mediante un vendaje oclusivo. A los 21 días se vuelve a aplicar el producto y se mantiene durante 24 horas y después de retirar el apósito y el producto se valora la aparición de edema o eritema a las 48 y 72 horas de la aplicación del producto. El ensayo es largo ya que se tarda más de 21 días y requiere el uso de numerosos animales entre controles y tratados.
El ensayo del nódulo linfático local (Local Lymph Node Assay; LLNA) en ratón se ha utilizado como alternativa al método de Magnusson, al reducir el dolor y el estrés animal, utilizando además un menor número de animales (OECD TG 429, OECD TG 442A; OECD TG 442B). Sin embargo, este ensayo únicamente puede utilizarse para clasificar un producto como negativo (no sensibilizante) y no sirve para estudiar una posible relación dosis respuesta.

## Elementos del ensayo de sensibilidad dérmica

### Especie
El animal por excelencia para determinar la sensibilidad alérgica por contacto son las cobayas (Cavia porcellus) . El problema es que para algunas sustancias que se conoce que son sensibilizantes en humanos no han demostrado sensibilización en cobayas, por lo que hay que tener precaución ante un posible falso negativo.
Se emplean cobayas adultas, jóvenes y sanas machos y/o hembras. Las hembras deben ser nulíparas y no estar embarazadas.

### Número y distribución por grupos
Se utiliza un mínimo de 10 animales en el grupo de tratamiento y un mínimo de 5 animales en el grupo de control. Si con este número de cobayas no se puede concluir el ensayo, se recomienda realizar pruebas en otros animales para obtener un total de al menos 20 animales de prueba y 10 de control.

### Condiciones del ensayo
La temperatura de la sala de animales de experimentación debe ser de 20 °C (+ 3 °C) y la humedad relativa de 30 a 70%. Cuando la iluminación es artificial, la secuencia debe ser de 12 horas de luz y 12 horas de oscuridad. Los animales siguen una dieta convencional con suministro ilimitado de agua potable y se aclimatan a las condiciones del laboratorio durante al menos 5 días antes de la prueba. 
Los animales son asignados al azar a los grupos de tratamiento. Se debe eliminar el pelo y tener cuidado para evitar la abrasión de la piel. 
Los animales se pesan antes de comenzar la prueba y al final de la misma.

## Procedimiento
La prueba de maximización en cobaya es utilizada para identificar sensibilizadores de contacto. La vía de administración es intradérmica con y sin adyuvante, y una semana después, el agente de prueba es aplicado tópicamente sobre el lugar de la inyección. Los animales son expuestos a un parche dos semanas después.
La concentración final del alérgeno es del 5% en peso siempre que la inyección no produzca necrosis ni ulceración local y esté suficientemente libre de toxicidad sistémica como para no perjudicar la salud del animal. De lo contrario, la concentración se ajusta al nivel más alto que puede ser bien tolerado localmente y en general, caerá dentro del rango del 1 al 5%.

### Inducción
La inducción se lleva a cabo en dos etapas. Primero, 3 pares de inyecciones se realizan simultáneamente. En segundo lugar, la exposición al parche cerrado se realiza sobre el lugar de la inyección una semana más tarde.

#### Inyecciones intradérmicas
Día 0: Grupo tratado
Una fila de 3 inyecciones de 0,1 mL cada una, seis en total, se hacen en cada lado de la espalda (zona previamente afeitada):
- Inyección 1: mezcla 1:1 (v/v) Freunds Complete Adjuvant (FCA)/ agua o solución salina.
- Inyección 2: sustancia problema con el vehículo apropiado a una concentración seleccionada
- Inyección 3: la sustancia problema a una concentración seleccionada (la misma que la de la inyección 2) formulada en una mezcla 1:1 (v/v) FCA/ agua o solución salina.

Día 0: Grupo control
Tres pares de inyecciones de 0,1mL son administradas en los mismos lugares que al grupo tratado siguiendo el patrón anterior pero sin administrar la sustancia problema.
Los lugares de inyección se encuentran dentro de los límites  2 x 4 cm, donde se aplicará el parche una semana después.
Inmediatamente antes de la inyección, la emulsión se prepara mezclando el adyuvante comercial con un volumen igual de agua. El adyuvante se coloca en un recipiente y la fase acuosa se agrega por partes mientras se homogeneiza con un agitador giratorio. Los alérgenos solubles en agua se disolverán en la fase acuosa y los liposolubles se disolverán o suspenderán en el adyuvante (una mezcla de aceite de parafina y un emulsionante con Mycobacterium tuberculosis) antes de mezclarlos con la otra fase.

#### Aplicación tópica
Día 5-7: Grupos tratado y control
Se recorta la misma zona y se afeita con una maquinilla de afeitar eléctrica. Si el agente de prueba no es irritante, el área es penetrada con 0,5mL de lauril sulfato sódico 10% (SLS) en vaselina. El SLS se masajea en la piel con una varilla de vidrio sin vendaje. Esta concentración de SLS mejora la sensibilización provocando una reacción inflamatoria leve.
Día 6-8: grupo tratado
El filtro de papel está completamente impregnado de la sustancia problema en el vehículo apropiado y se aplica sobre la zona a analizar. El parche ocluido está firmemente asegurado por un vendaje adhesivo elástico, enrollado alrededor de la región del hombro del animal y se deja en el lugar durante 48 horas.
Día 6-8: grupo control
Se aplica el vehículo siguiendo los mismos pasos del grupo tratado.

### Desafío: aplicación tópica
Día 20-22: Grupos tratado y control
Se afeitan de nuevo los costados de los animales tratados y de control. Se aplicará un parche o una cámara cargada con la sustancia de ensayo en un costado de los animales y, cuando proceda, también podrá aplicarse un parche o una cámara cargada con el vehículo en el otro costado. Los parches se mantienen en contacto con un apósito oclusivo durante 24 horas.

## Evaluación de la alergenicidad
El sitio se evalúa 24 horas después de la eliminación del parche. Cualquier irritación producida por la cinta del plástico por lo general habrá disminuido para entonces y la reacción alérgica generalmente estará en su punto máximo.
Los sitios se examinan y evalúan de nuevo 24 horas después, principalmente para detectar una reacción débil que se desarrolle lentamente.

## Clasificación de alergenicidad
Según la reacción de las sustancias testadas las clasificamos  de acuerdo a la escala gradual propuesta por Magnusson y Kligman:
- 0: sin cambios visibles
- 1: eritema discreto o en parches
- 2: eritema moderado y confluente
- 3: eritema intenso e hinchazón

Cualquier reacción alérgica o cualquier cambio detectable, incluyendo cambios sistémicos producidos por la inducción o por el desafío deben ser observadas y registradas.